# Kasberg (Wegscheid)
Kasberg ist ein Gemeindeteil des Marktes Wegscheid und eine Gemarkung im niederbayerischen Landkreis Passau.

## Geographie und Verkehrsanbindung
Das Dorf liegt nordwestlich des Kernortes Wegscheid als Straßendorf entlang der Kreisstraße PA 44. Östlich von Kasberg fließt der Schinderbach, ein rechter Zufluss des Osterbachs.

## Geschichte
Der Ort im ehemaligen Hochstift Passau fiel bei der Säkularisation 1803 mit dem größten Teil des hochstiftischen Gebietes an Erzherzog Ferdinand von Toskana und kam erst 1805 an Bayern. Im Zuge der Verwaltungsreformen in Bayern entstand mit dem Gemeindeedikt von 1818 die Gemeinde Kasberg mit den Orten Froschau, Froschreut, Kasbergerwaid, Lengau, Schabenkasing und Zaunmühle. Am 1. Januar 1972 wurden die bis dahin selbständigen Gemeinden Kasberg, Meßnerschlag und Möslberg nach Wegscheid eingegliedert. Am 1. Juli 1972 kamen Eidenberg, Thalberg und Thurnreuth hinzu. Wildenranna folgte am 1. Mai 1978.

## Baudenkmäler
In der Liste der Baudenkmäler in Wegscheid sind für Kasberg vier Baudenkmäler ausgewiesen, nämlich
- der Bildstock auf dem Reuter, Feldweg 200 m südlich vom Ort
- das Kleinbauernhaus, Hausnr. 16
- die Katholische Filialkirche Mariä Unbefleckte Empfängnis, eine neugotische Saalkirche aus dem Jahr 1857/58
- Wohnstall- und Ausnahmshaus, Kasberg 40